# Nou Ordre Nazi

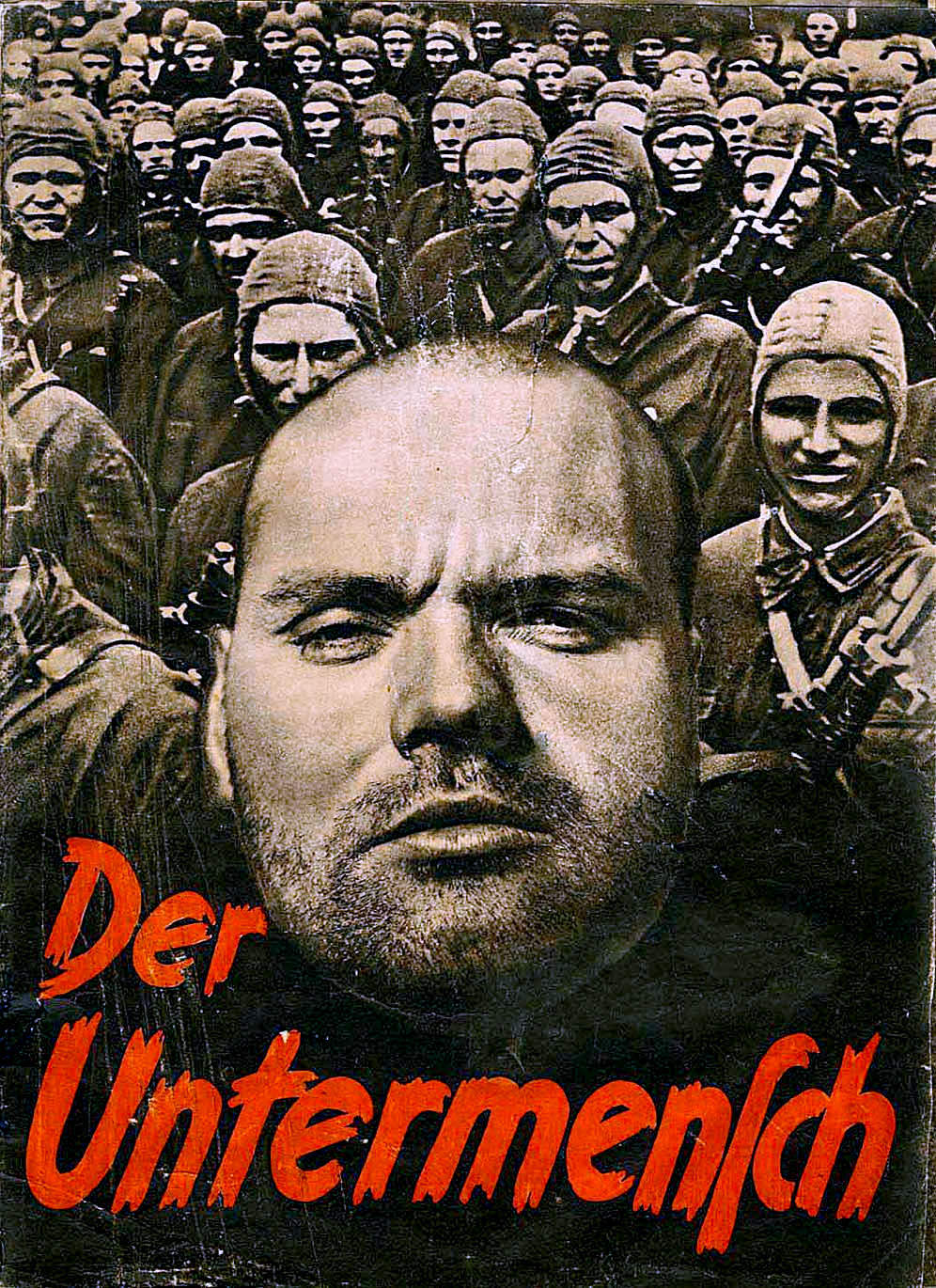
Fulletó de propaganda nacionalsocialista: "Der Untermensch" (l'Infrahome).

El Nou Ordre (en alemany Neuordnung) va ser un terme polític creat pels propagandistes de l'Alemanya Nazi durant la Segona Guerra Mundial com a base del projecte d'organització política, social i econòmica, que Alemanya volia imposar a Europa en la dècada de 1930 i 1940. Aquest "Nou Ordre" significava l'exclusiva hegemonia alemanya a Europa. Hitler va dir el 1941: 
| « | L'any 1941 serà, estic convençut, l'any històric d'un gran Nou Ordre Europeu. | » |

Entre altres coses, va suposar la creació d'un Estat racial pro-alemany estructurat d'acord amb la ideologia Nacionalsocialista per garantir la supremacia d'una raça superior ària-nòrdica, l'expansió massiva territorial a Europa de l'Est a través de la seva colonització amb colons alemanys, l'aniquilació física de dels Jueus i altres considerats "indignes de la vida", i l'extermini, expulsió, i l'esclavització de la majoria dels pobles eslaus i altres considerats com "raça inferior". El desig d'expansionisme territorial agressiu va ser un dels factors desencadenants que van portar a l'esclat de la Segona Guerra Mundial.
Els historiadors segueixen dividits pel que fa als seus objectius finals, alguns d'ells van opinar que havia de limitar-se a la dominació de l'Alemanya nazi d'Europa, mentre que altres sostenen que pretenia ser un trampolí per a la conquesta del món i l'eventual establiment d'un govern mundial sota control alemany.
En un discurs a la Universitat d'Erlangen el novembre de 1930 Hitler li va explicar al públic que cap altre poble tenia dret de lluitar per aconseguir el "control" del món (Weltherrschaft, és a dir, lideratge mundial, govern mundial) que els alemanys, no obstant això, es van adonar que aquest objectiu extremadament ambiciós no es podia aconseguir sense grans sacrificis.
Un dels projectes més elaborats que el Tercer Reich va iniciar en els territoris recentment conquerits durant aquest període de la guerra va ser el projecte de creació d'un "Gran Reich germànic de la nació alemanya" (Grossgermanisches Reich Nació Deutscher). Aquest imperi futur havia de consistir en, a més de la Gran Alemanya, pràcticament tots els territor històrics de l'Europa germànica (amb excepció de Gran Bretanya), els habitants dels quals eren considerats "aris". La consolidació d'aquests països com a meres províncies del Tercer Reich, de la mateixa manera com Àustria es va reduir a la "Ostmark", havia de ser portat a terme a través d'un procés de ràpid compliment de Gleichschaltung. El propòsit final d'aquesta era erradicar tot rastre de la consciència nacional, més que racial, encara que els seus idiomes nadius havien de romandre intactes.
El pla es va estavellar en els successius anys de posar en marxa l'Operació Barbarroja el 22 de juny de 1941, Hitler havia esperat obtenir la victòria en la Segona Guerra Mundial. I després d'aconseguir-la, tenia previst, després de completar el pla de renovació urbana de Berlín, celebrar una Exposició Universal a la capital del Tercer Reich el 1950. I que en última instància, es retirava a la seva estimada ciutat de Linz. Hitler tenia l'esperança que després de la seva mort seria enterrat en una senzilla tomba a Múnic.